# Sergius II. da Pola
Sergius II. da Castropola byl v letech 1312 - 1331 vladařem Puly a přilehlých oblastí zabírajících území celé jižní a části střední Istrie. Používal titul generale e capitano perpetuo di Pola.

## Rodina
Narodil se jako syn Nascinguerra III. Castropoly do mocné istrijské rodiny Castropolů. Tato rodina od počátku 13. století postupně získávala moc a majetky v jižní Istrii a když se roku 1271 vypořádala s konkurencí, kterou představovala Benátkami podporovaná rodina Gionata (Jonatasi), získala v jižní Istrii rozhodující vliv. Stalo se tak za podpory aquilejských patriarchů, kteří si tak chtěli vytvořit spojence proti Benátkám. Mezi lety 1271 - 1331 tak byli jednotliví rodinní příslušníci, kteří používali různé tituly, faktickými vládci celé jižní Istrie. Rod tak lze počítat mezi drobné středověké italské panovnické rodiny, podobně jako Scaligery ve Veroně nebo rod Carraresi v Padově. Sergiův otec Nascinguerra III. používal jako první titul generale e capitano perpetuo di Pola, a to od roku 1305.

## Vláda
Sergio II. začal vládnout roku 1312. V letech 1318 - 1319 stál v čele odboje istrijských měst proti touze Benátek získat v těchto městech větší kontrolu a omezit jejich obchodní možnosti. Konflikt přerostl v otevřenou námořní bitvu poblíž města Bale, ve které se střetlo istrijské loďstvo pod velením Sergia II. s benátskou flotilou, které velel Niccolo Badoer. Sergiovi se podařilo Benátčany porazit, přesto však krátce po bitvě istrijská města v čele s Pulou kapitulovala. Někteří historici události v letech 1318 - 1319 považují za jedny z nejvýraznějších v dějinách Istrie. Roku 1331 se pak vzbouřilo obyvatelstvo Puly a s podporou Benátek vyhnalo rodinu Castropola z města. Ta se pak usadila ve městě Trevisu, kde již předtím žila její boční linie. Zde jim byl přiznán titul conte (hrabě). Benátky pak převzaly Pulu pod svou vládu a dosazovaly do ní své správce.

## Potomci
- Niccolo Pola
- Margherita Pola
- Francesco Pola